# Boort
Boort is een verzamelterm voor diamantpoeder en -gruis, diamantafval; overgebleven resten in de diamantnijverheid en niet hoogwaardige (door verontreiniging of onzuiverheden) diamantklompen, -klompjes, -delen of -deeltjes die wegens lage kwaliteit, te kleine afmetingen of om andere redenen niet geschikt zijn om tot of in sieraden te verwerken. Omdat het feitelijk wel (geheel of gedeeltelijk) om diamantdeeltjes gaat, is het wel het enige natuurlijke materiaal dat gebruikt kan worden om andere diamanten mee te bewerken.

## Herkomst

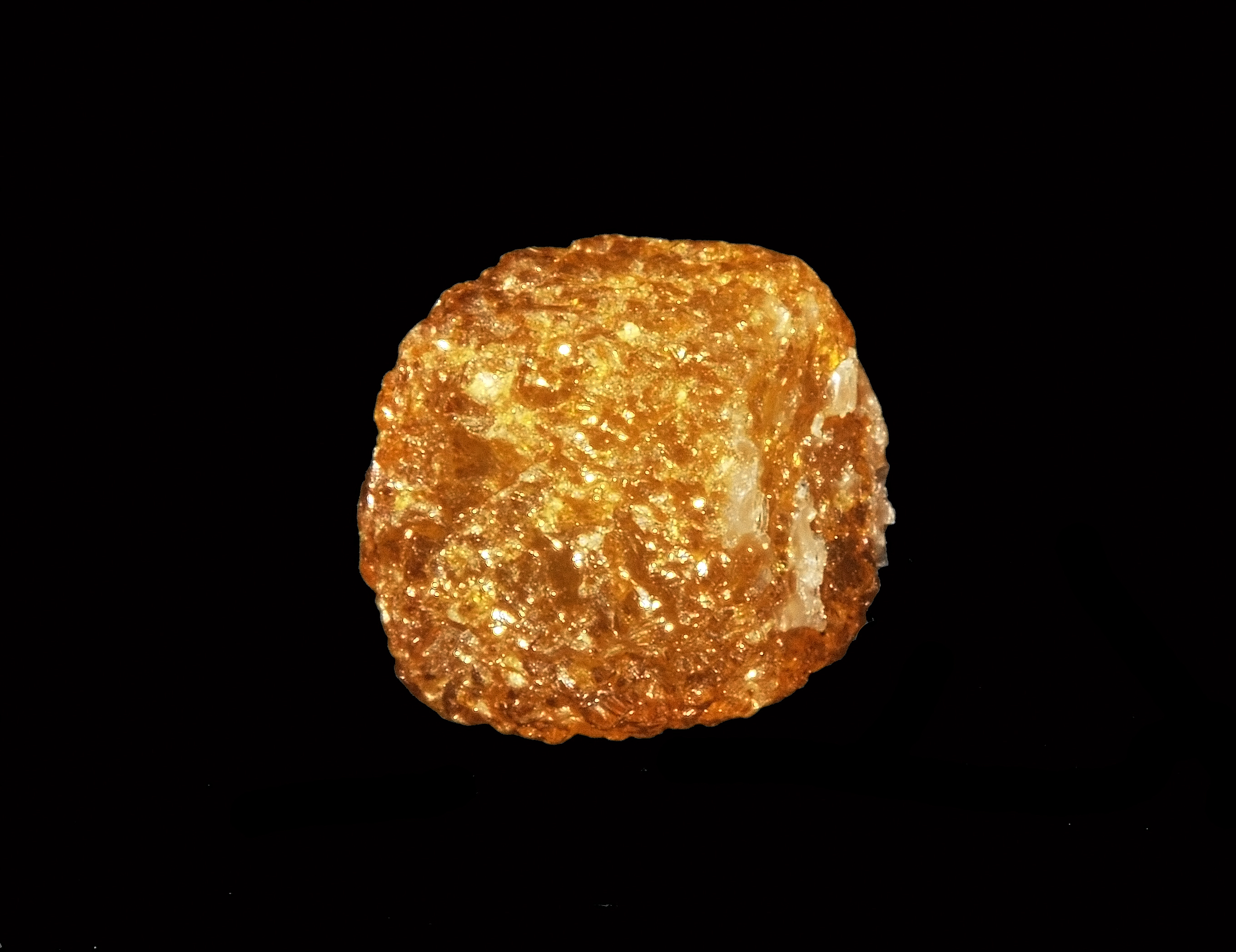
2. een klomp diamantmateriaal afkomstig uit Congo dat vrijwel geheel uit boort bestaat

Boort kan afkomstig zijn van onder meer de (buitenste) delen van een ruwe diamant-steen, of van klompen die een – al dan niet meer homogene, verkleefde mengeling van verschillende mineralen – en/of andere materialen met zowel hoogwaardig diamant als delen die niet voldoende zuiver en helder zijn, maar verontreinigingen en/of vele (grote of kleine) barsten vertonen (zie illustratie 1, rechts). Deze delen zijn daardoor troebel, melkwit, of sterk (gelig) verkleurd en niet voldoende helder, transparant of anderszins niet in voldoende mate geschikt zijn om te verwerken tot kwalitatief goede of hoogwaardige edelstenen (diamanten). Diamantmateriaal dat niet geschikt is om te verwerken tot edelstenen wordt van de klompen afgekloven of -gezaagd en zodoende tot boort verwerkt.

Het wordt echter ook in klompen van 'zuivere' samenstelling van minder of niet-hoogwaardig diamantmateriaal, dat ongeschikt is om te verwerken tot edelstenen, in de grond en diamantmijnen aangetroffen (zie illustratie 2, links). Het gaat dan vooral om natuurlijk gewonnen, niet-hoogwaardig materiaal dat machinaal verpulverd wordt. Ongeveer vijfenzeventig procent van het wereldwijd verbruikte boort is afkomstig uit de Democratische Republiek Congo.

Kleinere korrels en poeder kunnen (ook) ontstaan tijdens het bewerken van een ruwe steen tot een of meerdere diamanten van goede kwaliteit, met name bij het door- of afzagen van delen van de diamant, en de delen die tijdens het kruiswerken worden afgeslepen tot de facetten van de diamant – zo mogelijk door nog hardere synthetische slijp-, schuur- en polijstmiddelen – en in dat proces tot nog meer diamantpoeder wordt omgezet. In deze gevallen gaat het feitelijk of letterlijk om restmateriaal ('afval') uit de diamantindustrie, maar is dan nog niet per se verre van nutteloos.

## Toepassingen
In de diamantnijverheid wordt boort (diamant zelf) gebruikt als slijp- en polijstmiddel omdat het (grootdeels) even hard is als de te bewerken steen. Voorts worden de boortkorrels en - vlokken – afhankelijk van de grootte – toegepast op de contactpunten en -randen van onder meer boor- en zaaggereedschap (diamantboren en diamantzagen), waardoor deze gemakkelijker in en door harde materialen – zoals steen of (gewapend) beton – kunnen boren of zagen en de levensduur van deze (onderdelen van) boren en (gaten)zagen aanmerkelijk verlengd in vergelijking met de alleen uit (gehard) staal vervaardigde varianten.

Boort van kleinere diamantdeeltjes en korrels – en grof diamantpoeder – vinden toepassing als schurende component in schuur- en polijstpasta's. Het allerfijnste diamantpoeder, met deeltjes niet groter dan ongeveer één of twee nanometer, kunnen worden gebruikt voor hoogwaardige smeermiddelen wanneer ze worden toegevoegd aan conventionele smeermiddelen als paraffine-olie. De ontstane emulsie zal de oppervlakten waartussen het zich begeeft enerzijds nóg gladder polijsten gedurende het gebruik, sommige deeltjes kunnen zich nestelen in de eventuele microscopische en nanoscopische onregelmatigheden in de oppervlaktes, en gedragen zich in de emulsie als kogellagertjes op nano-niveau tussen de – ten opzichte van elkaar bewegende of draaiende – oppervlakken. De wrijvingscoëfficiënt van paraffine-olie die voor 1% uit dit fijne diamantpoeder bestaat, wordt hierdoor vrijwel gehalveerd.

Ook wordt boort – of eigenlijk diamantgruis – tegenwoordig als scrubmiddel toegepast bij schoonheidsbehandelingen.

## Andere verschijningsvormen

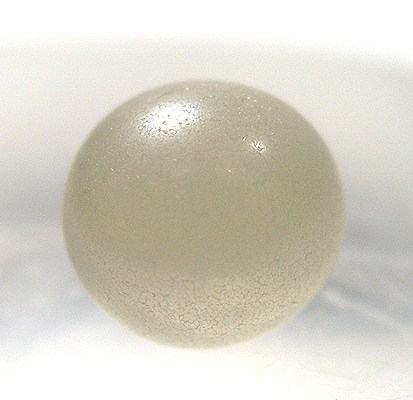
3. Ballas, een bolvormig 'diamantdeeltje' zonder kristalstructuur

Van het koolstofelement bestaan meerdere natuurlijke varianten, waarvan diamant met de hardste kristalstructuur een van de bekendste is. In het Engels – waarin boort met bort of boart wordt geduid – kent men ook short bort, dat echter zeer verschillende eigenschappen heeft en feitelijk géén boort is en het Nederlands ballas (of ballas-diamant) wordt genoemd. Dit zijn kleine, geheel bolvormige deeltjes (gemiddeld circa 6 millimeter diameter, maar er zijn ook uitzonderlijk grote exemplaren met een doorsnede van circa 13 mm gevonden). Deze natuurlijke variant – waarvan het overgrote deel in Brazilië wordt gedolven – heeft géén kristalstructuur (zoals diamant, boort en andere verschijningsvormen van koolstof dat wel hebben).